# Erkes-e Soflá
Erkes-e Soflá (persiska: اِركِسِ سُفلَى, اَرگَس سُفلَ, اَرِكس, اَرِكسِ سُفلَى, اِركِسِ پائين, اَرگِسِ سُفلَى, ارکس سفلی) är en ort i Iran.   Den ligger i provinsen Hamadan, i den nordvästra delen av landet, 300 km sydväst om huvudstaden Teheran. Erkes-e Soflá ligger 1 924 meter över havet och antalet invånare är 154.
Terrängen runt Erkes-e Soflá är huvudsakligen kuperad. Erkes-e Soflá ligger nere i en dal.Runt Erkes-e Soflá är det ganska tätbefolkat, med 192 invånare per kvadratkilometer. Närmaste större samhälle är Pey Mān, 6,2 km norr om Erkes-e Soflá. Trakten runt Erkes-e Soflá består i huvudsak av gräsmarker.